# Баязит Дим
Баязит Дим (наст. имя — Баязит Фатхелисламович Бая́нов; баш. Баязит Дим, Баязит Фәтхелислам улы Баянов; 1909—1945) — башкирский прозаик, поэт, журналист. Участник Великой Отечественной войны.

## Биография
Баянов Баязит Фатхелисламович родился 24 января 1909 года в деревне Аюханово Белебеевского уезда Уфимской губернии, ныне Давлекановского района Республики Башкортостан. Отец — Фатхелислам Баянов являлся сыном сельского муллы, вернулся инвалидом с русско-японской войны, занимался земледелием; мать — Зайнаб; всего у них было десять детей, трое из которых погибли во время голода 1921 года.
После окончания семилетней школы, в 1924—1928 годы учился в Белебеевском педагогическом техникуме.
В 1928 году направлен в республиканскую газету «Коммуна» (бывшая газета «Яна ауыл»). В 1930 году организовал Туймазинскую районную газету «Ленинский путь» (ныне «Туймазинский вестник») и стал её первым редактором. В 1931 году вступил в ряды ВКП (б).
В 1932—1943 годы служил в рядах Красной Армии. В это время часто печатался в журнале «Октябрь». С 1932 года — в пограничных войсках на Дальнем Востоке, с 1934 года стал политруком, а после — комиссаром полка. Принимал участие в боевых действиях на озере Хасан и на Халхин-Голе в Монголии. Перед самой войной воинское соединение, где служил Баязит Баянов, было переброшено на западную границу СССР и 22 июня 1941 года он уже стал участником Великой Отечественной войны. В боях под Смоленском был тяжело ранен, после госпиталя снова воевал и в битве за Москву получил тяжелое ранение. Был демобилизован из армии по инвалидности.
В 1943—1945 годы являлся сотрудником Башкирского областного комитета ВКП(б).
10 октября 1945 года Дим Баязит умер от ранений, подорвавших его здоровье.

## Творческая деятельность
Дим Баязит одним из первых среди башкирских писателей ввёл в прозу 1930-х гг. военную тему. В 1936 году в Башгосиздате был издан первый сборник его рассказов под названием «Хәрби хикәйәләр» («Военные рассказы»), которая была посвящена службе на Дальнем Востоке. В 1941 году вышел сборник «Фронт хикәйәләре» («Фронтовые рассказы»), куда были включены рассказы о Великой Отечественной войне. В рассказах «Первая схватка», «Наша девушка», «Комиссар Лавров», «Железные люди» и других описывается стойкость советских солдат и офицеров, дружба людей разных национальностей, объединившиеся в борьбе против единого врага — фашизма.

## Книги
- Хәрби хикәйәләр. Өфө, 1936.
- Фронт хикәйәләре. Өфө, 1941.